# Nicoleta-Ancuța Bodnar
Nicoleta-Ancuța Bodnar (Câmpulung Moldovenesc, 25 de septiembre de 1998) es una deportista rumana que compite en remo.
Participó en dos Juegos Olímpicos de Verano, obteniendo tres medallas, oro en Tokio 2020 (doble scull) y dos en París 2024, oro en ocho con timonel y plata en doble scull.
Ganó tres medallas en el Campeonato Mundial de Remo entre los años 2019 y 2023, y ocho medallas en el Campeonato Europeo de Remo entre los años 2019 y 2025.

## Palmarés internacional
| Juegos Olímpicos   | Juegos Olímpicos         | Juegos Olímpicos  | Juegos Olímpicos   |
| Año                | Lugar                    | Medalla           | Prueba             |
| ------------------ | ------------------------ | ----------------- | ------------------ |
| 2020               | Tokio (Japón)            | Medalla de oro    | Doble scull        |
| 2024               | París (Francia)          | Medalla de oro    | Ocho con timonel   |
| 2024               | París (Francia)          | Medalla de plata  | Doble scull        |
| Campeonato Mundial |                          |                   |                    |
| Año                | Lugar                    | Medalla           | Prueba             |
| 2019               | Ottensheim (Austria)     | Medalla de plata  | Doble scull        |
| 2022               | Račice (República Checa) | Medalla de oro    | Doble scull        |
| 2023               | Belgrado (Serbia)        | Medalla de oro    | Doble scull        |
| Campeonato Europeo |                          |                   |                    |
| Año                | Lugar                    | Medalla           | Prueba             |
| 2019               | Lucerna (Suiza)          | Medalla de plata  | Doble scull        |
| 2020               | Poznań (Polonia)         | Medalla de oro    | Doble scull        |
| 2021               | Varese (Italia)          | Medalla de oro    | Doble scull        |
| 2022               | Múnich (Alemania)        | Medalla de oro    | Doble scull        |
| 2022               | Múnich (Alemania)        | Medalla de oro    | Ocho con timonel   |
| 2023               | Bled (Eslovenia)         | Medalla de oro    | Doble scull        |
| 2024               | Szeged (Hungría)         | Medalla de bronce | Doble scull        |
| 2025               | Plovdiv (Bulgaria)       | Medalla de plata  | Cuatro sin timonel |